# Пилолистник тигровый
Пилоли́стник тигровый (лат. Lentinus tigrinus) — вид грибов рода пилолистник семейства Полипоровые.

## Описание

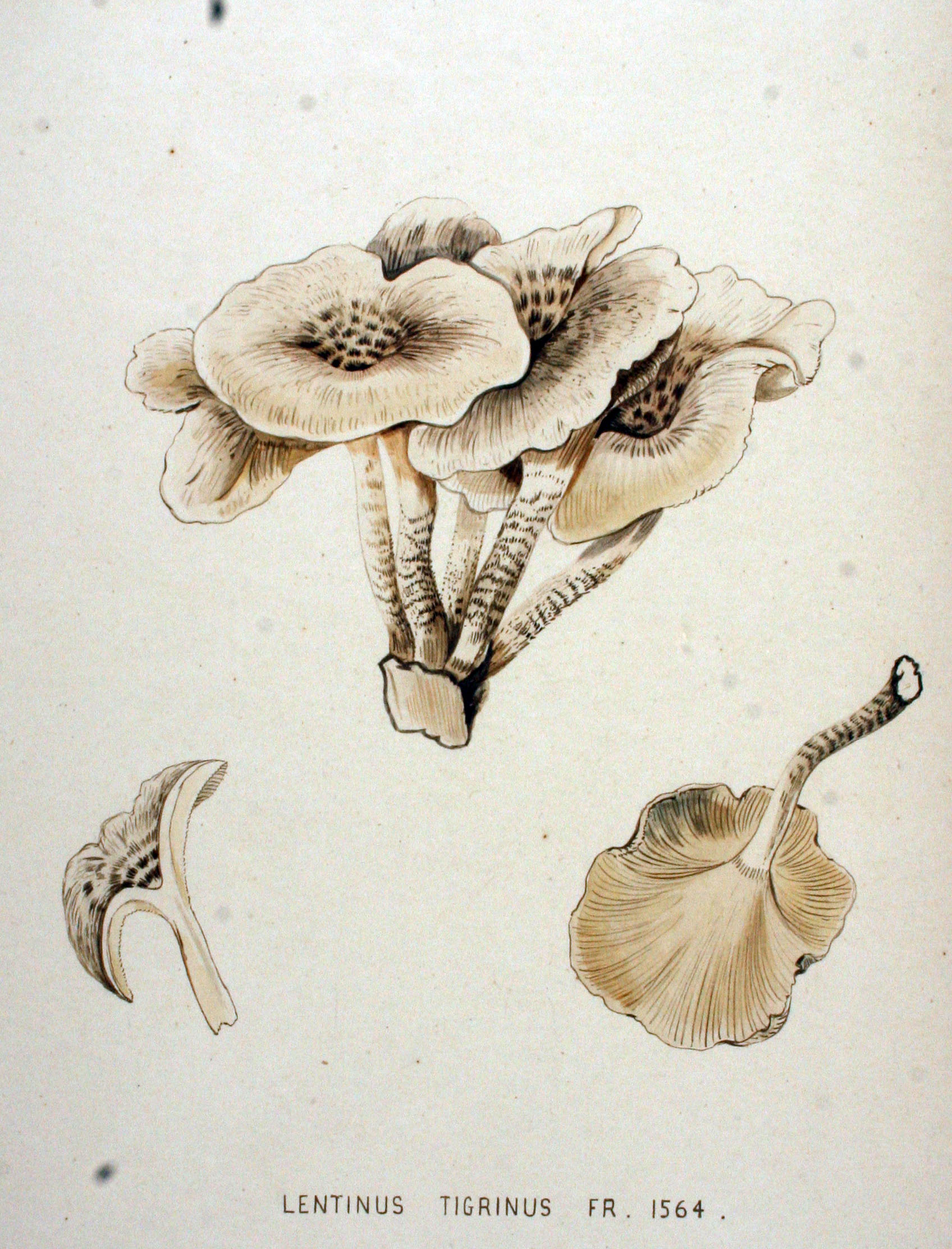

Шляпка гриба 4—10 см в диаметре, края тонкие. Изначально она выпуклая, позже образуется углубление в центре, возможно воронковидное.
Покровная ткань беловатая, покрытая черно-коричневыми щетинистыми чешуйками, которых больше всего у центра. Они расположены кругами: чем ближе к центру — тем больше чешуек.
Ножка тонкая 3—5 см, возможна некоторая изогнутость и неправильность её формы. Ножка покрыта такими же чешуйками, как и шляпка. Сужаясь книзу, она становится корневидной.
Пластинки редкие, узкие, с мягкими зазубринками. Пластинки нисходят по ножке вниз. Мякоть беловатая, запах острый. Цвет шляпки изменяется от беловатого до орехового.
Съедобен в молодом возрасте.

## Произрастание
Гриб произрастает колониями на древесине лиственных пород, в первую очередь на ивах и на тополях. Предпочитает долины рек.